# 魔競娛樂
魔競娛樂股份有限公司（英語：M. Entertainment），簡稱魔競娛樂、ME，為台灣一家實況經紀公司，致力於電子競技、實況主產業，2016年1月28日登記成立，由英雄聯盟S2世界冠軍隊長陳彙中及電競賽事主播王繼德共同創立，其企業理念為串聯電競與娛樂兩大勢力，使電子競技產業鏈更加健全完整。可在相關場合如台北國際電玩展、WirForce等看見其身影。

## 歷史

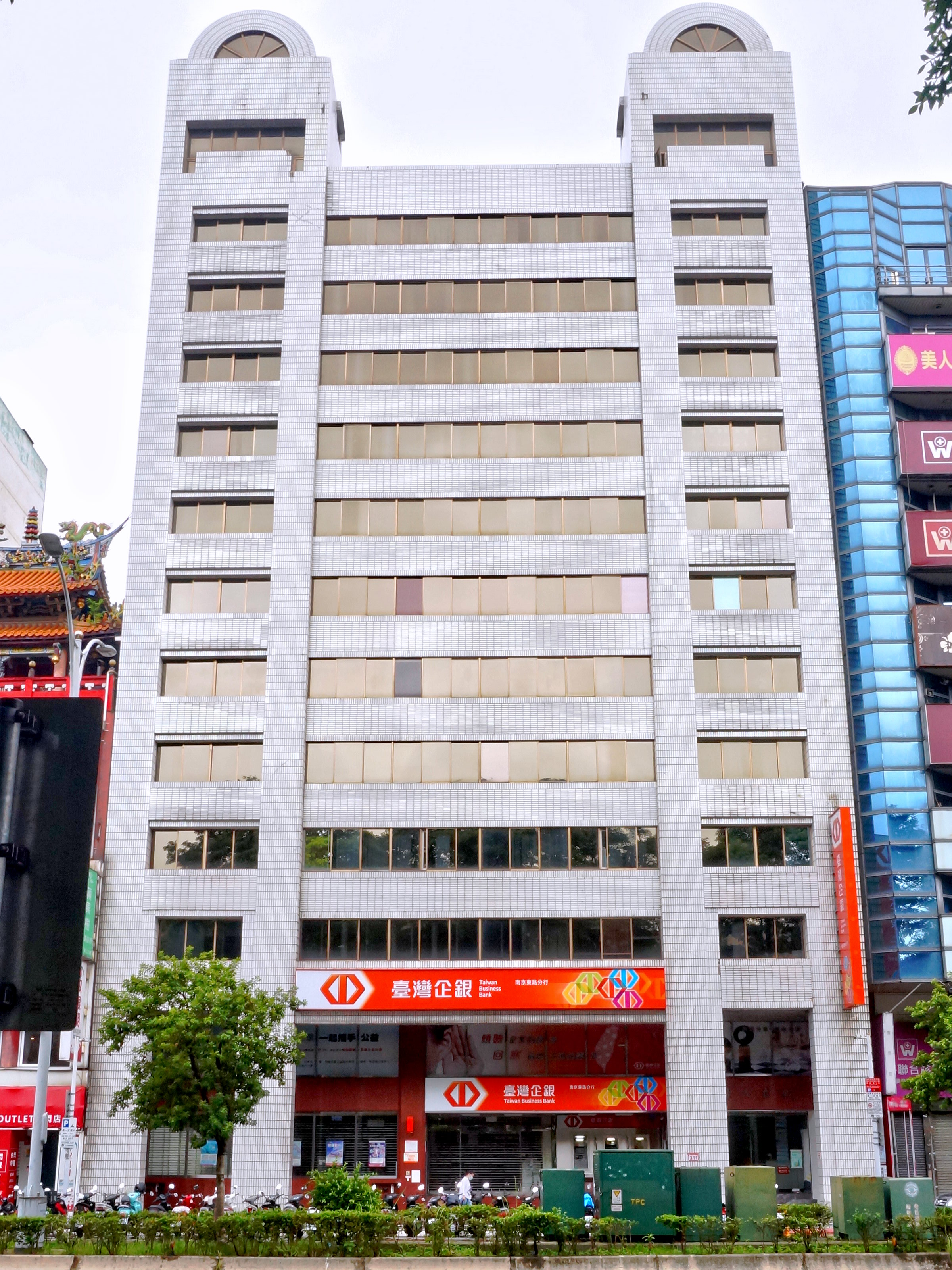
魔競娛樂總部2018年至2024年位於永青大樓10樓

2015年12月18日，陳彙中與王繼德宣布共同創立「魔競股份有限公司」，跨足實況主經紀及數位影音節目製作，陳彙中為執行長，王繼德為共同創辦人暨數位影音節目製作部門負責人，並有天使投資人挹注資金。2016年1月28日，魔競公司成立，總部設於臺北市中山區松江路338號5樓（將捷世貿大樓）。2016年7月，魔競公司改組為「魔競娛樂股份有限公司」。2018年1月，魔競娛樂總部搬遷至臺北市松山區南京東路三段311號10樓（永青大樓）。
2019年5月，陳彙中接受Yahoo!奇摩專訪時自嘲是因「個人情感作祟」而創辦魔競娛樂，起初是想幫助那些與他在實況界遇到一樣問題的人，提供資源幫助他們獲得更好的待遇與更高的價值。魔競娛樂創辦初期就因引進多名女實況主而受外界熱議，被貼標籤說是「妹子企業」；陳彙中表示，這並非魔競娛樂創辦時的政策，「這年紀女生比男生好合作，是不爭的事實。女實況主更有事業打算；相反，男實況主大部分在這年齡的心態則較浮。加上實況男性受眾多，女實況主能較快吸引到觀眾。但遊戲與實況龍頭還是男性居大部分，因此在性別遴選上依舊會平均投資。」
2019年7月，台灣酷樂時代及富邦集團董事長蔡明忠以自己名義擁有的投資公司敦復實業入股魔競娛樂。2020年8月，陳彙中表示，如果魔競娛樂旗下藝人有不同的想法、想要做的事情不一樣，他認為可以互相討論，「魔競不再是純經紀了，『經紀』這個詞太沉重了，我們希望能替旗下藝人達成自己的目標」。
2020年5月，男性實況主「超負荷」張家盛在Twitch開實況，由於前一陣子張家盛在實況中爆料女性實況主「阿法」林芳宇所屬的魔競娛樂的內幕，觀眾留言指稱魔競娛樂對實況主「都抽成很多」；張家盛加碼指控，陳彙中宣稱自己重返Twitch開實況是為了達到「累積2000訂閱」的社群目標而非牟利，但將近新臺幣192萬元的收益怎麼可能不收進陳彙中的口袋裡。陳彙中回應，「192萬，我一毛都不拿，全部拿去做社群活動」。
2021年8月6日，魔競娛樂第一位VTuber懶貓子在YouTube進行初直播，為魔競娛樂跨足VTuber產業之始。
2022年10月31日，前英雄聯盟S4世界大賽選手「Naz」陳添志（2020年與前魔競娛樂旗下cosplayer「煙煙」莊晴雅結婚）創立之競昇整合行銷併入魔競娛樂，旗下藝人一併轉入魔競娛樂。2022年12月28日，競昇整合行銷解散。
2023年1月，魔競娛樂發表第一個VTuber團體「EXITUS」，以「逃離」為概念，成員共六人：帕蘿妮、詩雨蔻達、神無月鹿比、利卡洛斯、艾琳妮雅·裴利、姬城三千華。陳彙中表示，魔競娛樂開始經營懶貓子以後累積很多經驗，加上過去深耕實況圈的經驗，決定推出EXITUS，希望讓台灣VTuber圈更蓬勃發展。
2023年2月21日，魔競娛樂成立子公司「魔儲股份有限公司」經營遊戲代儲，魔儲代表人林呈洋為競酷數位執行長兼魔競娛樂董事。
2023年3月24日，魔競娛樂成立子公司「預見娛樂股份有限公司」。
2024年3月1日，魔競娛樂擴展短影音部門，找來曾操盤過藝人小馬哥、AV女優宋雨川、Naz陳添志..等眾多IP的虎眼石行銷負責人宗川（藍立威），擔任部門總監，並作為總製作人身份負責公司大部分的短影音內容設計與監製，並於同年7月份參與懶貓的TikTok、Reels短影音之內容設計，這半年間協助總獲得破千萬流量。期間於魔競娛樂設立藍金獎，並獲得第一屆最佳藏鏡人獎。同年9月，與魔競娛樂結束合作關係。
2024年4月1日，魔競娛樂總部搬遷至臺北市內湖區洲子街71號9樓（千禧科技大樓），預見娛樂總部搬遷至臺北市內湖區洲子街71號8樓之1。
2024年7月16日，預見娛樂宣布，魔競娛樂所屬VTuber全員轉入預見娛樂。

## 藝人
魔競娛樂擁有多名男女藝人，多數為實況主。
| 藝名                  | 本名   | 公開加入日期  | 領域                            |
| 男藝人                | 男藝人 | 男藝人        | 男藝人                          |
| --------------------- | ------ | ------------- | ------------------------------- |
| MiSTakE               | 陳彙中 | 公司創立人    | 競技、主持、主播、賽評、YouTube |
| 記得 / Remember       | 王繼德 | 公司創立人    | 競技                            |
| 大丸 / Winds          | 陳鵬年 | 2016年1月22日 | 競技、YouTube                   |
| 懶貓 / LanCat         | 蘭先倫 | 2016年1月22日 | Twitch、YouTube                 |
| Lilballz              | 宋寬柏 | 2016年8月14日 | 競技、主持、主播、賽評          |
| 齊力斷金 / 7Z         | 葉家齊 | 2017年10月4日 | 競技、主持、主播、賽評、YouTube |
| 放火 / Louis          | 李育群 | 2023年2月14日 | YouTube                         |
| 梵君                  |        | 2023年3月1日  | 短影音                          |
| 黃帝 / Qi             | 黃智煜 | 2023年2月26日 | 競技                            |
| 人生肥宅x尊           | 朱玉恩 | 2023年3月6日  | YouTube                         |
| 屁孩 / Ryan           | 林政融 | 2023年3月9日  | 唱歌、短影音                    |
| 曾憲莫 / Umo Tseng    | 曾憲莫 | 2023年3月13日 | 短影音                          |
| 阿倫 / En All         |        | 2023年3月15日 | 遊戲實況                        |
| 女藝人                |        |               |                                 |
| 諾曼 / Norman         | 徐諾曼 | 2018年3月2日  | 遊戲實況                        |
| 妍衣 / Cylvia         | 林妍衣 | 2019年7月2日  | 主持                            |
| 子瑜小惡魔 / Edana    | 詹子瑜 | 2020年11月3日 | 唱歌、模特兒                    |
| 小小楓 / Kaede        |        | 2023年2月19日 | Cosplay                         |
| 王思佳 / Sophia       | 王思佳 | 2023年2月17日 | YouTube                         |
| 一樓                  | 邱翊柔 | 2023年2月16日 | 抖音                            |
| 樂樂（依梨） / Lebaby | 謝宜珊 | 2023年2月23日 | 競技                            |
| E心                   |        | 2023年3月11日 | Cosplay、短影音                 |

| 藝名                          | 本名          | 公開加入日期   | 退出日期       | 領域                            |
| 男藝人                        | 男藝人        | 男藝人         | 男藝人         | 男藝人                          |
| ----------------------------- | ------------- | -------------- | -------------- | ------------------------------- |
| GodJJ                         | 王永傑        | 2016年10月4日  | ????年??月??日 | 競技、YouTube                   |
| 叉燒 / Fluidwind              | 史益豪        | 2017年1月5日   | 2020年5月??日  | 競技、主持                      |
| 小嵐 / Mist                   | 葉家豪        | 2019年4月1日   | ????年??月??日 |                                 |
| 狂暴小建 / Jian               | 陳建庭        | 2017年9月30日  | 2020年10月??日 | 競技                            |
| 部分 / Section                | 朱大開        | 2019年4月1日   | 2022年1月21日  | 主播                            |
| Rex / 雷克獅                  | 林晉安        | 2019年4月1日   | 2022年9月2日   | 主持、主播                      |
| CrazyFace                     | 張聖崙        | 2020年8月4日   | 2022年??月??日 | 競技、主持、主播、賽評、YouTube |
| 女藝人                        |               |                |                |                                 |
| 蝴蝶兒                        | 陳柏禎→陳霓媗 | 2016年3月??日  | 2018年7月5日   | 競技                            |
| 凱琪 / K7                     | 林筠庭        | 2016年6月17日  | 2018年7月5日   | 競技                            |
| 咪妃 / Julia                  |               | 2016年6月20日  | 2018年7月5日   | Cosplay                         |
| Baby66                        | 黄若淳        | 2016年6月23日  | 2018年7月5日   |                                 |
| 瑀熙 / Yuci                   | 田昕          | 2016年6月24日  | 2018年7月5日   |                                 |
| 鍾采軒 / Emily                | 鍾采軒        | 2016年8月5日   | 2018年??月??日 |                                 |
| 煙煙 / Hedy                   | 莊晴雅        | 2016年8月11日  | ????年??月??日 | Cosplay                         |
| 貝莉莓 / Beryl                | 胡靜雯        | 2016年8月9日   | 2019年1月9日   | Cosplay                         |
| 妮妮 / Niniko                 | 翁子婷        | 2016年11月5日  | 2019年2月28日  | 主持                            |
| 阿樂 / Yunni                  | 林妤臻        | 2017年7月5日   | 2019年3月1日   | 主持                            |
| 蛋捲 / EggRoll                | 黃詩涵        | 2016年1月28日  | 2019年5月31日  | 主持                            |
| 紅豆 / Dou （2022年改為林可） | 陳玟伶        | 2019年7月2日   | 2021年12月31日 | 主持                            |
| 小熊 / Yuniko                 | 鍾雅琪        | 2016年2月2日   | ????年??月??日 | 主持、YouTube                   |
| ViVi / 芝衣                   | 林辰薇→林芝衣 | 2018年12月11日 | 2022年7月5日   | 主持                            |
| 阿法 / Alpha                  | 林芳宇        | 2019年8月6日   | 2022年7月??日  | 主持、Cosplay                   |
| 妲妲咬果凍                    |               | 2023年2月21日  | 2024年7月17日  | Twitch                          |

## 節目
魔競娛樂自創立以來，曾製作並播出多個網路節目，並以網路實況直播為主。
以下列出該公司製作並播出的常態性節目，除下列常態性節目外，亦不時有特別節目播出。

### 魔競聖誕派對
2016年起每年聖誕節前於Twitch頻道直播之特別節目，由陳彙中及小熊主持，主要環節為全體藝人交換禮物。

### XO醬拌LOL
英雄聯盟賽季期間於Twitch頻道直播，最初主持人為叉燒及Lilballz，叉燒前往LPL賽區發展後曾交由Rex與部分主持，直至最後由粒鷗滴、部分、Nash共同主持。

### 停播

#### WINNER哞競熊
由小熊及齊力斷金共同主持，自2018年6月12日在Twitch頻道首播後共播出6季，每季約十集左右，唯有第六季首度與17直播合作僅播出3集便終止合作，停播至今。節目名稱「哞競熊」取自台語「不正常」（臺羅：Bô-tsìng-siông）之諧音。

#### 5F怎麼說
於Twitch頻道直播之談話性節目。節目名稱「5F」讀作「五樓」，為批踢踢流行語。後期轉換路線朝YouTube界發展，由齊力斷金、Rex、ViVi、紅豆主持，現已暫停更新。

## 腳註
1. ↑  轉入鍇睿行銷。
2. ↑  仍出現於魔競娛樂官網，與其維持合作關係。
3. ↑  全經紀約到期不續約。仍出現於魔競娛樂官網，與其維持合作關係。2024年加入叉滴娛樂。

## 外部連結
- 魔競娛樂 （页面存档备份，存于）
- YouTube上的魔競娛樂頻道
- 魔競娛樂的Twitch频道
- 魔競娛樂的Facebook專頁
- 魔競娛樂的Instagram帳戶